# بتوراتج
بتوراتج هي قرية لبنانية من قرى قضاء الكورة في محافظة الشمال.

## أعلام
- وسام الحسن